# Várkonyi Gábor (filmrendező)
Várkonyi Gábor (Budapest, 1947. július 20. – Budapest, 1994. december 30.) magyar rendező, forgatókönyvíró, producer.

## Élete
Édesapja Várkonyi Zoltán, a kétszeres Kossuth-díjas magyar színész, filmrendező, színházigazgató, édesanyja Szemere Vera színésznő volt. A szülei 1946-ban kötöttek házasságot. A következő évben jött világra Várkonyi Gábor 1947. július 20-án.
A felesége 1973-tól Várkonyi(né Farkas) Éva volt, a fiuk Várkonyi Gáspár, aki még a nagyapja életében, 1974-ben született, és Várkonyi Gábor özvegye, valamint a fia adják át évente az édesanyja által, aki túlélte őt, 1984-ben létrehozott Várkonyi Zoltán-emlékdíjat.
Várkonyi Gábor nagy műveltségű, több nyelven beszélő ember volt. Rendezéseinél a forgatókönyvet tartotta a legfontosabbnak, akár kortárs művet, akár klasszikus adaptációt vitt képernyőre.
1976-tól dolgozott rendezőként a Magyar Televíziónál, előbb az Irodalmi és Drámai Főosztályon, majd az egyik belső produceri iroda producereként.
A Magyar Televízió Archívuma több mint 100 dramatikus, művészeti műsorát őrzi. Rendezései mellett forgatókönyvírói tevékenységet is folytatott.
Kitűnő szervezőkészségét Hankiss Elemér elnöksége idején, 1992-től fejtette ki. Producerként több, nagy sikerű film, kulturális műsor életre keltését segítette, irányította.
47 évesen hosszan tartó szenvedés után 1994. december 30-án hunyt el. Földi maradványait 1995. január 13-án a Farkasréti temetőben helyezték örök nyugalomra. Édesanyja nem tudta feldolgozni a fia halálát, és röviddel egyetlen gyermeke elvesztése után 1995. április 3-án ő is meghalt.

### Tanulmányai
- Budapesti Színház- és Filmművészeti Főiskola, filmvágó szak (1962–1966)
- Moszkvai Össz-szövetségi Állami Filmfőiskola (VGIK) (1967–1968)
- Budapesti Színház- és Filmművészeti Főiskola, rendezői szak (1969–1973)
- Syracuse Egyetem, Amerikai Egyesült Államok Film- és tévérendezői diploma (1973–1976)

### Munkahelye
- Magyar Televízió (1976–1994)
  - Irodalmi- és Drámai Főosztály, rendező (1976–1992)
  - Belső produceri iroda, producer (1992–1994)

### Akikkel együtt dolgozott
| Írók, dramaturgok, operatőrök, zeneszerzők | Írók, dramaturgok, operatőrök, zeneszerzők |
| --- | ------------------------------------------ |
| - Benedek Katalin - Boldizsár Miklós - Bródy János - Czabarka György - Deme Gábor - Gidófalvy Attila - Gurbán Miklós - ifj. Elek Ottó - Illés János - Jánosi Antal - Kabay Barna - Katona Márta - Kiss Zoltán - Kocsis Sándor - Lendvai György - Litványi Károly - L. Mészáros Katalin - Márk Iván - Marosi Gyula - Mezey Emőke - Nádas Péter - Nógrádi Gábor - Páskándi Géza - Ráday Mihály - Szalay László - Szántó Erika - Szurdi András - Takács Zsuzsa - Vámos Miklós - Várkonyi Zoltán - Verebes István - Zahora Mária - Zsoldos Péter |                                            |

## Munkássága

### Tévéfilmek
- Gőzfürdő – tévéfilm (1973)
- Vendégség – színházi koprodukció (Pesti Színház) (1973)
- Tigrisugrás – tévéfilm (1974)
- Ügyes ügyek 1-2. – tévéfilm (1974)
- Csontváry – tévéfilm (1975)
- Húsvét – tévéfilm (1976)
- Kisfiúk és nagyfiúk – tévéfilm (1976)
- Mielőtt a kakas megszólal – tévéjáték (1977)
- Boldogság – tévéjáték (1977)
- Haszontalanok – tévéjáték (1977)
- Gombó kinn van – tévéfilm (1978)
- Ivan Vasziljevics – tévéjáték (1978)
- A király meztelen – tévéjáték (1979)
- A fürdőigazgató – tévéjáték (1979)
- Jónás – monodráma (1981)
- Az aranyelefánt – tévéjáték (1981)
- Romahsisakos Madonna – tévéfilm (1983)
- Pesti emberek – tévéjáték (1983)
- A tönk meg a széle – tévéjáték (1984)
- Vereség – tévéfilm (1984)
- Raz, dva, tri – csehszlovák vígjáték (1985)
- A vendég kockázata – tévéjáték (1985)
- Birtokoseset – tévéjáték (1989)
- Kölcsey – tévéjáték (1989)
- A biblia – tévéfilm (1989)

### Tévésorozatok
- A feladat 1-3. – sci-fi tévéfilmsorozat (1975)
- Vivát, Benyovszky! – magyar-csehszlovák tévéfilmsorozat (1975)
- Zokogó majom 1-5. – tévéfilmsorozat (1978)
- Nyitott könyv–sorozat (tévéjátékok)
  - Négykezes regény (1980)
  - Kerti mulatság (1990)
  - Várunk rám (1991)
- Nyolc évszak 1–8. (tévéfilmsorozat) (1987)
- Forma-1 7. rész – francia-kanadai-magyar tévéfilmsorozat (1988)
- Vidám esték–sorozat
  - Micsoda család (tévéjáték) (1992)
- Kutyakomédiák (tévéjáték–sorozat, 1992–1993)
- Privát kopó – tévéfilmsorozat (1993) (producer)
- Kisváros 1–20. – tévéfilmsorozat (1994)

## Díjak
- MTV Elnöki Nívódíjak
- Balázs Béla-díj (1983)

## Érdekesség

Várkonyi Zoltán (Nilov) és Szemere Vera (a kormányzó felesége) a Vivát, Benyovszky! 10. részében, 1975-ben

- 1967-ben az Ezek a fiatalok című zenés magyar filmben színészként működött közre.
- 1975-ben a Vivát, Benyovszky! című 13 részes magyar–csehszlovák kalandfilm társrendezője volt. Ebben a sorozatban édesapja, Várkonyi Zoltán Nilov kormányzót, édesanyja, Szemere Vera Nilov feleségét alakította.